# او مجبور خواهد شد که برود
او مجبور خواهد شد که برود (انگلیسی: She'll Have to Go) یک فیلم در سبک مستقل به کارگردانی رابرت اشر است که در سال ۱۹۶۲ منتشر شد. از بازیگران آن می‌توان به باب مانکهاوس اشاره کرد.